# Bianca Farriol
Bianca Farriol, född 18 december 2001 i Buenos Aires, Argentina är en volleybollspelare (Center). Farriol spelar med Argentinas landslag samt klubblaget Béziers Volley i Frankrike. 
Farriol spelade först handboll när hon började vid Universidad Nacional de La Matanza, men rekommenderades att prova volleyboll på grund av sin längd. Hon började träna med universitetslaget och var 2017 del av Argentinas trupp till U18-VM 2017. Hon debuterade i seniorlandslaget 2018 och spelade med dem i Volleyball Nations League 2018. Hon gick över till  CA San Lorenzo de Almagro 2019 och spelade med dem i Liga Femenina de Voleibol Argentino och Campeonato Sudamericano de Clubes de Voleibol Femenino. Hon gick över till Beziers Volley 2020 och spelade med dem till 2023. Därefter har hon spelat med Olympiakos SFP. Med landslaget har hon bland annat spelat i OS 2020 och VM 2022 liksom i sydamerikanska mästerskapet.